# Lac-Poulin
| Lac-Poulin                    |                           |
| Lac Poulin (1).jpg            |                           |
| Coordenadas: 46º06'N, 70º49'W |                           |
| Província                     | Quebec                    |
| Região administrativa         | Chaudière-Appalaches      |
| Incorporado em                | 5 de março de 1959        |
| Prefeito                      | Claude Lemieux            |
| Código postal                 | 29095                     |
|                               |                           |
| Área                          |                           |
| - Cidade                      | 1,08 km², 0,43 mi²        |
| Fuso horário                  | UTC -5                    |
| População (2006)              |                           |
| - Cidade                      | 94                        |
| - Densidade                   | 87 hab/km², 218,6 hab/mi² |

Lac-Poulin é uma aldeia canadense do Conselho Municipal Regional de Beauce-Sartigan em Quebec, localizado na região administrativa de Chaudière-Appalaches.